# Писаревка (Калиновский район)
Писаревка (укр. Писарівка) — село на Украине, находится в Калиновском районе Винницкой области.
Код КОАТУУ — 0521686501. Население по переписи 2001 года составляет 851 человек. Почтовый индекс — 22407. Телефонный код — 4333.
Занимает площадь 12,95 км².
В селе действует храм Покрова Пресвятой Богородицы Калиновского благочиния Винницкой епархии Украинской православной церкви.

## Адрес местного совета
22407, Винницкая область, Калиновский р-н, с. Писаревка, ул. Щорса, 1